# Sartų regioninis parkas
Sartų regioninis parkas este o arie protejată (arie de protecție specială avifaunistică — SPA) din Lituania întinsă pe o suprafață de 11.224,67 ha, integral pe uscat.

## Localizare
Centrul sitului Sartų regioninis parkas este situat la coordonatele 55°48′10″N 25°49′54″E / 55.8028°N 25.8317°E.

## Înființare
Situl Sartų regioninis parkas a fost declarat arie de protecție specială avifaunistică în februarie 2022 pentru a proteja 16 specii de animale.

## Biodiversitate
Situată în ecoregiunea boreală, aria protejată nu include niciun habitat protejat.
La baza desemnării sitului se află mai multe specii protejate de  păsări (16): acvilă țipătoare mică (Aquila pomarina), buhai de baltă (Botaurus stellaris), chirighiță neagră (Chlidonias niger), barză albă (Ciconia ciconia), barză neagră (Ciconia nigra), erete de stuf (Circus aeruginosus), erete cenușiu (Circus pygargus), lebădă de iarnă (Cygnus cygnus), ciuvică (Glaucidium passerinum), cocor (Grus grus), codalb (Haliaeetus albicilla), viespar (Pernis apivorus), ciocănitoare de munte (Picoides tridactylus), ciocănitoare verzuie (Picus canus), cresteț cenușiu (Porzana parva), cocoș de mesteacăn (Tetrao tetrix).
Pe lângă speciile protejate, pe teritoriul sitului au mai fost identificate 26 de specii de plante, 8 specii de păsări, 1 specie de amfibieni, 3 specii de mamifere, 15 specii de nevertebrate, 14 specii de pești.